# Guido Sacerdote
Guido Sacerdote (Alba, 19 ottobre 1920 – Roma, 2 novembre 1988) è stato un regista televisivo, autore televisivo e produttore televisivo italiano.

## Biografia
Figlio di un farmacista, proveniente da un'agiata famiglia di origine ebraica, proseguì l'attività paterna, coltivando contemporaneamente la passione per il teatro leggero come attore e animatore di compagnie. Negli anni '50 lavorò con l'impresario teatrale Remigio Paone che nel 1952 lo aiutò a farsi assumere alla Rai di Milano come capo ufficio scritture della televisione ancora in fase sperimentale.

### La televisione
Trasferitosi a Roma, Sacerdote rivelò ben presto le sue doti organizzative e artistiche. Fortunato fu il suo sodalizio con Antonello Falqui, nato sin dal 1952 e sviluppatosi con la produzione di alcuni tra i più importanti spettacoli della storia della televisione italiana.
Il primo successo fu  Buone Vacanze del 1958. Seguirono negli anni '60 Giardino d'inverno, Studio Uno, Biblioteca di Studio Uno, Sabato Sera e varie edizioni di Canzonissima. Lanciò in televisione numerosi personaggi, tra cui le gemelle Kessler, scoperte al Lido di Parigi nel 1959, e Mina, già affermata come cantante.

### La radio
Dal 1979 al 1988, anno della sua morte, Sacerdote fu autore e occasionalmente conduttore insieme a Luciano Salce ed Enrico Vaime della trasmissione radiofonica Black Out.